# Академічний район (Москва)
Академі́чний райо́н (Академічний) (рос. Академический район) — район в Москві. Розташований у Південно-Західному адміністративному окрузі. Району відповідає внутрішньоміське муніципальне утворення «Академічне».

## Історія
На території району в різний час перебували чотири садиби, з них збереглася одна: Черемушки-Знаменське (на території району розташований її господарський комплекс, відомий як кінний двір або економія). На місці клубу колишнього Черемушкинського цегельного заводу відкрито музей Героїв Радянського Союзу і Росії. У 2000-і рр. збудований Храм Живоначальної Трійці в Старих Черемушках // Адресно-телефонний довідник GdeToMesto.Ru], який був наступником знищеного храму садиби Черемушки-Троїцьке (Троїцьке-Андрієво).
На території району за адресою вул. Вавилова, буд. 19 розташована штаб-квартира «Ощадбанку Росії».

## Показники району
За даними на 2010 рік площа району становить 583,44 га. Населення району за переписом 2010 року — 108 776 осіб. Щільність населення — 18643,9 ос./км², площа житлового фонду — 2467,04 тис. м² (2010 рік).

## Транспорт
На території району розташовані дві станції московського метрополітену: «Академічна» та «Профспілкова» Калузько-Ризької лінії.

## Освіта
На території району розташовані 22 загальноосвітніх школи Академічного району // Телефонний довідник GdeToMesto.Ru] та 25 дитячих дошкільних освітніх установ Академічного району // Телефонний довідник GdeToMesto.Ru]]

## Релігія

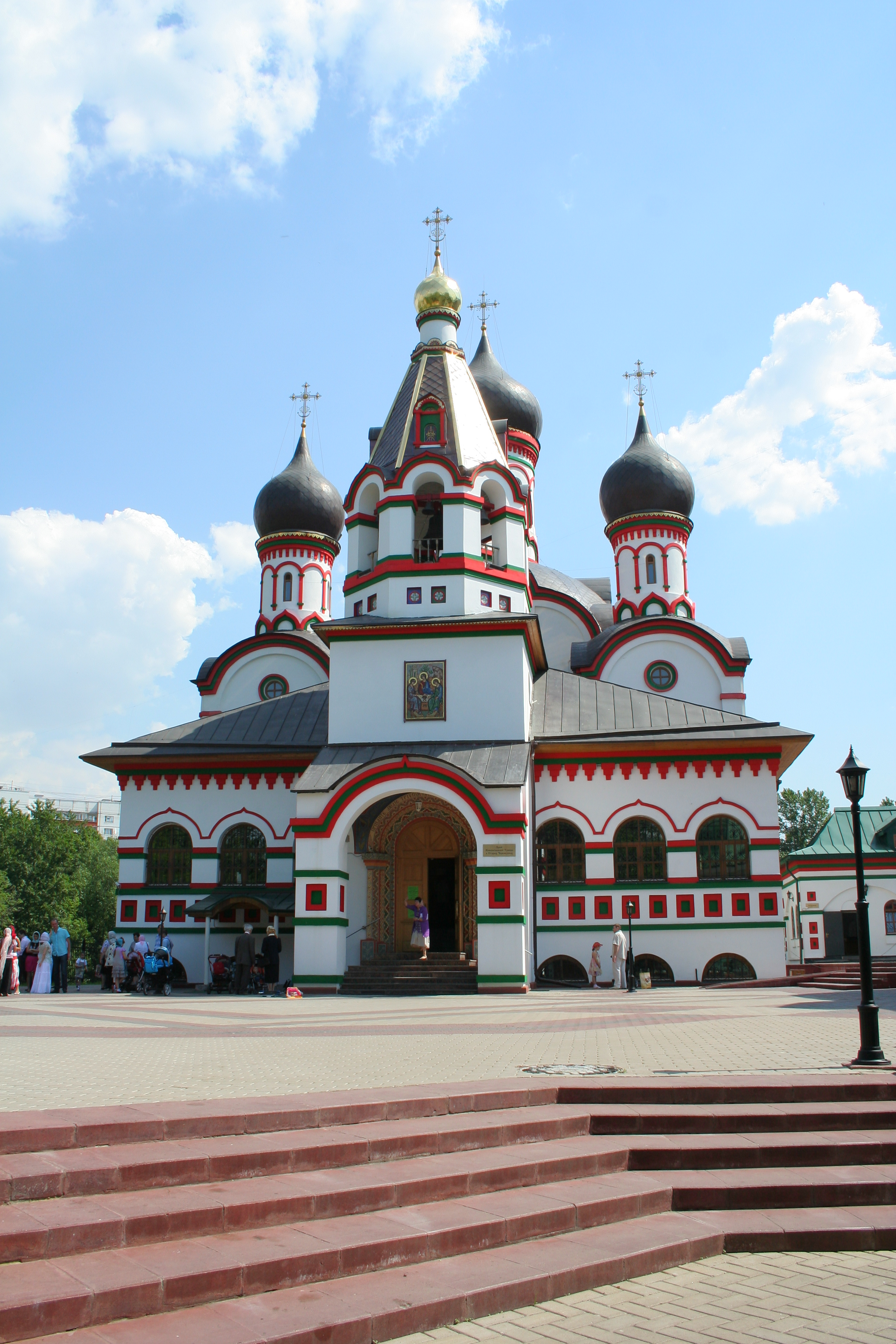
Храм Живоначальної Трійці в Старих Черемушках

На території району розташований один діючий православний храм — храм Живоначальної Трійці в Старих Черемушках, що входить до складу Андріївського благочиння Московської міської єпархії Російської православної церкви.

## Район у творах літератури і мистецтва
Дія фільму «Міський романс» проходить на одній з вулиць історичних Черемушек — вулиці Телебачення (зараз це вулиця Шверника)